# Yanina Kuskova
Yanina Kuskova (Tasjkent, 11 december, 2001) is een Oezbeeks wielrenster. Ze rijdt zowel op de weg, als op de baan.

## Carrière
In 2024 startte zij met haar ploeg van destijds, Tashkent City Women Professional Cycling Team, in de Ronde van Frankrijk, maar na drie etappes was zij nog de enige van het team die in koers was. Kuskova eindigde uiteindelijk op een 47e plaats in het eindklassement. Inmiddels rijd ze voor de Spaanse ploeg Laboral-Kutxa.

## Palmares

### Baanwielrennen
| Jaar     | OK                               | AK                                      | WK       | Overig                                                       |
| Junioren | Junioren                         | Junioren                                | Junioren | Junioren                                                     |
| -------- | -------------------------------- | --------------------------------------- | -------- | ------------------------------------------------------------ |
| 2019     |                                  | Puntenkoers, Achtervolging              |          |                                                              |
| 2020     |                                  | [ a ]                                   |          |                                                              |
| Elites   |                                  |                                         |          |                                                              |
| 2021     | Omnium, Puntenkoers              |                                         |          |                                                              |
| 2022     |                                  | Achtervolging, Puntenkoers, Koppelkoers |          | Islamitische Solidariteit Spelen: Achtervolging, Puntenkoers |
| 2023     | Poegenachtervolging, Puntenkoers |                                         |          | Silk Road Namangan II: Ploegenachtervolging                  |

### Wegwielrennen
2019
 Oezbeeks kampioene tijdrijden, Junioren
2020
 Oezbeeks kampioene tijdrijden, Elite
 Oezbeeks kampioene op de weg, Elite
2021
 Oezbeeks kampioene tijdrijden, Elite
 Oezbeeks kampioene op de weg, Elite
2022
Grand Prix Mediterrennean
 Aziatisch kampioenschap ploegentijdrijden, Elite
 Aziatisch kampioene tijdrijden, Beloften
2023
Expo Kriteryum (geen UCI-zege)
Poreč Trophy
Jongerenklassement Trofeo Ponente in Rosa
Tour of Bostonliq I Ladies
Tour of Bostonliq II Ladies
 Aziatisch kampioenschap ploegentijdrijden (m/v), Elite
 Aziatisch kampioen tijdrijden, beloften
 Aziatisch kampioenschap op de weg, beloften
 Oezbeeks kampioene op de weg, Elite
2024
1e etappe Tour of Bostonliq
Eindklassement Tour of Bostonliq
 Oezbeeks kampioene op de weg, Elite
 Aziatisch kampioenschap tijdrijden, Elite
2025
 Aziatisch kampioen tijdrijden, Elite

#### Resultaten in voornaamste wedstrijden
| Jaar | Luik-Bast.‑Luik | Strade Bianche |  | WK op de weg |
| ---- | --------------- | -------------- |  | ------------ |
| 2021 |                 |                |  | 114e         |
| 2022 |                 |                |  | opgave       |
| 2023 |                 |                |  | 77e          |
| 2024 |                 | opgave         |  | 66e          |
| 2025 | 68e             | opgave         |  |              |

## Ploegen
- 2022 –  Tashkent City Women Professional Cycling Team
- 2023 –  Tashkent City Women Professional Cycling Team
- 2024 –  Tashkent City Women Professional Cycling Team
- 2025 –  Laboral Kutxa-Fundación Euskadi